# Condado de Knox (Kentucky)
O Condado de Knox é um dos 120 condados do estado americano de Kentucky. A sede do condado é Barbourville, e sua maior cidade é Barbourville. O condado possui uma área de 1 004 km² (dos quais 0 km² estão cobertos por água), uma população de 31 795 habitantes, e uma densidade populacional de 32 hab/km² (segundo o censo nacional de 2000). O condado foi fundado em 1800. O condado proíbe a venda de bebidas alcoólicas.